# Lebanon (Nueva Jersey)
Lebanon es un borough ubicado en el condado de Hunterdon en el estado estadounidense de Nueva Jersey. En el año 2010 tenía una población de 1.358 habitantes y una densidad poblacional de 617,27 personas por km².

## Geografía
Lebanon se encuentra ubicado en las coordenadas 40°38′38″N 74°50′05″O / 40.64389, -74.83472.

## Demografía
Según la Oficina del Censo en 2000 los ingresos medios por hogar en la localidad eran de $68,542 y los ingresos medios por familia eran $83,436. Los hombres tenían unos ingresos medios de $52,316 frente a los $37,396 para las mujeres. La renta per cápita para la localidad era de $34,066. Alrededor del 3.6% de la población estaba por debajo del umbral de pobreza.